# Rolf Kästel
Rolf Kästel (* 16. Dezember 1919 in Köln; † 26. Juni 1987 in Unterhaching) war ein deutscher Kameramann.

## Leben
Kästel war als Kameraoperateur und Kameraassistent von Klaus von Rautenfeld bereits in den 1950er Jahren an einer beträchtlichen Anzahl von Spielfilmen beteiligt, daneben drehte er eigenverantwortlich einige Dokumentarfilme.
Mit Camp der Verdammten drehte er 1961 seinen ersten Spielfilm als Chefkameramann. Kästel wurde durchweg für Krimis sowie Abenteuer- und Agentenfilme, wie sie in den 60er Jahren beliebt waren, eingesetzt. Häufig war dabei der Produzent Wolf C. Hartwig sein Auftraggeber.
Für das ZDF stand er bei den erfolgreichen Dreiteilern Babeck und 11 Uhr 20 hinter der Kamera. Ab 1969 war er bis zu seinem Ausscheiden im Jahr 1984 Stammkameramann der populären ZDF-Krimireihen Der Kommissar und Derrick. Während der Dreharbeiten zur Derrick-Folge Kranzniederlegung (Erstausstrahlung: 6. September 1985) erlitt Kästel einen Schlaganfall und konnte danach seine Arbeit als Kameramann nicht mehr fortsetzen.
Seine Grabstätte befindet sich auf dem Friedhof in Unterhaching.

## Filmografie
- 1950: Motor und Landschaft (Dokumentarfilm)
- 1952: Persien – Blickpunkt der Welt (Dokumentarfilm)
- 1962: Camp der Verdammten
- 1962: Sein bester Freund
- 1963: Flußpiraten vom Mississippi
- 1963: Das tödliche Patent
- 1963: Interpol (greift ein!) (Fernsehserie)
  - Der Trick mit dem Schlüssel
  - Herz ist Trumpf
- 1964: Nachtzug D 106
- 1964: Die Diamantenhölle am Mekong
- 1964: Das Kriminalmuseum: Akte Dr. W.
- 1965: Die letzten Drei der Albatros
- 1965: Klaus Fuchs – Geschichte eines Atomverrats
- 1966: Agent 505 – Todesfalle Beirut
- 1966: Fünf vor 12 in Caracas (Inferno a Caracas)
- 1966: Lotosblüten für Miss Quon
- 1967: Eine Handvoll Helden
- 1968: Kommissar X – Drei blaue Panther
- 1965–1968: Die fünfte Kolonne (Serie, 5 Folgen)
- 1968: Babeck (Dreiteiler)
- 1969: Rendezvous mit Mireille Mathieu
- 1969: Hotel Royal (Fernsehfilm)
- 1970: 11 Uhr 20 (Dreiteiler)
- 1970: Ich schlafe mit meinem Mörder
- 1971: Die Nacht von Lissabon
- 1973: Der Sieger von Tambo
- 1969–1975: Der Kommissar (Serie, 79 Folgen)
- 1974–1987: Derrick (Serie, 87 Folgen)
- 1977–1984: Der Alte (Serie, 30 Folgen)